# Jacopo Antonio Morigia (barnabite)
Jacopo Antonio Morigia  (né à Milan en 1497, mort dans la même ville en 1546) est un des fondateurs de la congrégation des barnabites,

## Biographie
Après avoir passé sa jeunesse dans la dissipation et dans les plaisirs, Jacopo Antonio Morigia entre dans une congrégation de pénitents à Milan et se signale par son zèle pendant la peste de 1525. Quelques années plus tard, avec Zacharia de Crémone et Ferrari de Milan, il fonde la congrégation des clercs réguliers de Saint-Paul, qui prendra le nom de barnabites approuvée par le pape en 1538. Il reçoit l’ordre de la prêtrise et  en 1536 devient le premier prévôt de cette congrégation.

## Source
- « Jacopo Antonio Morigia (barnabite) », dans Pierre Larousse, Grand dictionnaire universel du XIXe siècle, Paris, Administration du grand dictionnaire universel, 15 vol., 1863-1890 [détail des éditions].